# Hermann Sprecher von Bernegg
Hermann Jakob Ulysses Sprecher von Bernegg (* 3. August 1843 in Chur; † 27. Juli 1902 in Zürich) war ein Schweizer Jurist und Politiker.

## Leben

### Familie
Hermann Sprecher von Bernegg entstammte dem einflussreichen altadeligen Rittergeschlecht Sprecher von Bernegg aus Graubünden und war der Sohn des Politikers Johann Andreas Sprecher von Bernegg und dessen Ehefrau Barbara, die Tochter des Churer Bürgermeisters Christoph von Albertini (1774–1848); er hatte noch fünf Geschwister, darunter waren der General Arthur Heinrich und der Jurist Anton Adolf Christoph.
Sein Cousin war der Generalstabschef Theophil Sprecher von Bernegg.
Er blieb zeit seines Lebens unverheiratet.

### Werdegang
Hermann Sprecher von Bernegg besuchte das Gymnasium in Stuttgart und immatrikulierte sich zu einem Studium der Rechtswissenschaften an der Universität Tübingen und setzte das Studium später an der Universität Erlangen fort.
Nach Beendigung des Studiums war er als Anwalt und Journalist in Chur tätig.
Gemeinsam mit Emil Meyer-Amarca (auch Emil Meyer-a Marca) und Placidus Plattner (1834–1924) erwarb er 1870 das Pargätzi'sche Druckerei- und Verlagsgeschäft und damit das Bündner Tagblatt, das sich anschliessend unter seiner Redaktion vom liberalen zum föderalistisch-konservativen Leitblatt wandelte.
Von 1873 bis 1875 sowie von 1882 bis 1884 und von 1893 bis 1895 war er Kantonsrichter.

### Politisches Wirken
Hermann Sprecher von Bernegg war in Graubünden ein populärer Politiker und 1872 (siehe Totalrevision der Schweizer Bundesverfassung 1872) sowie 1874 (siehe Totalrevision der Schweizer Bundesverfassung 1874) galt er als entschiedener Gegner der Verfassungsrevision, und er war einer der führenden Antirevisionisten. Gemeinsam mit Andreas Rudolf von Planta schrieb er 1872 die Bündnerstimmen, ein in etwa 24 Nummern erschienenes Flugblatt zur Bekämpfung der Bundesrevision.

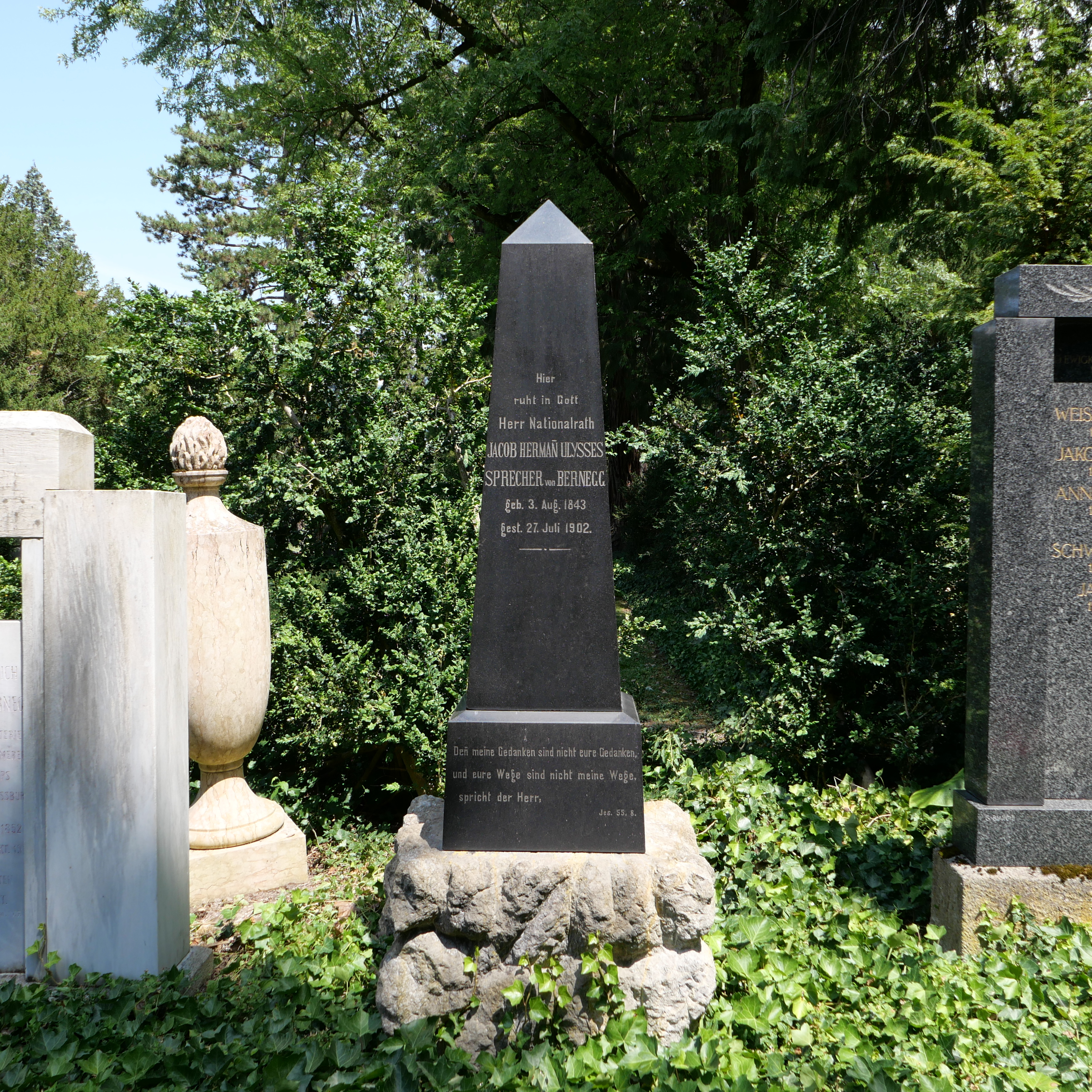
Sprecher von Berneggs Grab.

Von den frühen 1870er bis in die 1890er Jahre war er Führer des reformierten Teils der föderalistisch-konservativen Kreise in Chur. In Bern vertrat er, nach einer eigenen Bezeichnung, den intransigenten Föderalismus und die konservative Mehrheit.
Er war in der Zeit von 1871 bis 1895 mehrmals Mitglied des Kleinen Stadtrats von Chur und wurde 1870 zum zweiten Bürgermeister gewählt.
Von 1872 bis 1875 und von 1878 bis 1883 war er Bündner Nationalrat.
Aufgrund einer Gemütserkrankung zog er sich ab 1890 aus dem öffentlichen Leben zurück und verbrachte viel Zeit in verschiedenen Heilanstalten.

Sein Grabstein auf dem Friedhof Daleu in Chur trägt eine Inschrift mit einem Zitat aus dem Alten Testament: 
« Denn meine Gedanken sind nicht eure Gedanken, und eure Wege sind nicht meine Wege, spricht der Herr. » (Jesaja 55,8)